# Municipio de Loup Ferry
El municipio de Loup Ferry (en inglés: Loup Ferry Township) es un municipio ubicado en el condado de Nance en el estado estadounidense de Nebraska. En el año 2010 tenía una población de 70 habitantes y una densidad poblacional de 0,66 personas por km².

## Geografía
El municipio de Loup Ferry se encuentra ubicado en las coordenadas 41°20′27″N 98°6′54″O / 41.34083, -98.11500. Según la Oficina del Censo de los Estados Unidos, el municipio tiene una superficie total de 106.05 km², de la cual 104,38 km² corresponden a tierra firme y (1,58 %) 1,67 km² es agua.

## Demografía
Según el censo de 2010, había 70 personas residiendo en el municipio de Loup Ferry. La densidad de población era de 0,66 hab./km². De los 70 habitantes, el municipio de Loup Ferry estaba compuesto por el 100 % blancos. Del total de la población el 0 % eran hispanos o latinos de cualquier raza.